# 北海道住宅供給公社
北海道住宅供給公社（ほっかいどうじゅうたくきょうきゅうこうしゃ）は、北海道の地方住宅供給公社である。

## 概要
1950年財団法人北海道住宅建設公社として発足。地方住宅供給公社法に基づき1966年に北海道住宅供給公社に組織変更。
分譲住宅事業及び宅地分譲事業等を行ってきたが、公社の経営は景気や地価の上昇に依存する体質で、バブル経済の崩壊によりそれまでに保有していた土地の値下がりにより、多額の含み損を抱えることになった。債務超過となった公社は自力での再建をあきらめ2003年6月に特定調停を申し立て、2004年成立した。現在は新規の分譲住宅事業や宅地分譲事業は行なわず、賃貸住宅の管理を中心に行っている。

## 特定調停の申し立て
約1,251億円の借入金を抱え債務超過に陥っていた公社は、住宅金融公庫を含む16の金融機関に債権の一部放棄を求める特定調停を2003年6月10日、札幌地裁に申し立てた。法的手続きによる債務整理は、住宅供給公社で初となった。特定調停において公社は当初、全金融機関に対して債権の約6割放棄を求めたが、公庫はこれを拒否。公庫は長期低金利で元本全額返済を受け、約6割の債権放棄する民間金融機関は、北海道から債権放棄額の約半分を損失補填や貸付する調停案となり、2004年2月27日調停は成立した。

### 調停決定の概要
- 公庫債権全額（約236億円）は、30年間元金均等返済。（利息年0.15%）
- 民間金融機関債権（約734億円）は、約6割の債権放棄を行い、残金は一括弁済。
- 北海道は民間金融機関の債権放棄額の約半分を損失補償、弁済資金の新規融資。

## 沿革
- 1950年 - 北海道の出資金により、「財団法人北海道住宅建設公社」として設立。
- 1966年 - 地方住宅供給公社法に基づき、「北海道住宅供給公社」に組織変更。
- 2003年6月10日 - 特定調停の申立て。
- 2004年2月27日 - 特定調停成立。

## 主な宅地

### 札幌市
- 札幌ニュータウン | 旧住宅・都市整備公団と
- 屯田団地（札幌市北区、1969年）
- 屯田中部ニュータウン | 屯田中部土地区画整理事業
- 麻生開発（札幌市北区）
- 北札幌ニュータウン季実の里（札幌市北区）
- 札幌ニュータウンあいの里（札幌市北区）
- 豊平6・6北地区・エクセルシオール「デュオ学園の杜」・北海学園大学校舎、第一種市街地再開発事業

### その他
- 南幌ニュータウンみどり野団地（南幌町）
- 北海道住宅供給公社南幌団地 - 平成14年 : 北海道南幌町・南幌都市計画事業(一団地の住宅施設)
- 大曲柏葉台団地（北広島市）
- 旭岡団地（函館市、1976年-1985年、新住宅市街地開発事業）
- 花畔団地（石狩市、1973年-1977年、新住宅市街地開発事業）

## 北方圏型規格住宅
1950年代以降に北海道住宅供給公社が道内各地のニュータウンに建設した、規格型住宅の一つ。

コンクリートブロック造で、目を引く急角度の三角形屋根から「三角屋根」の通称も持つ。

現在は建て替えなども進んでいるが、札幌市内のかつてのニュータウンなどにオリジナルの住宅も数多く現存している。